# Jörg Lühdorff

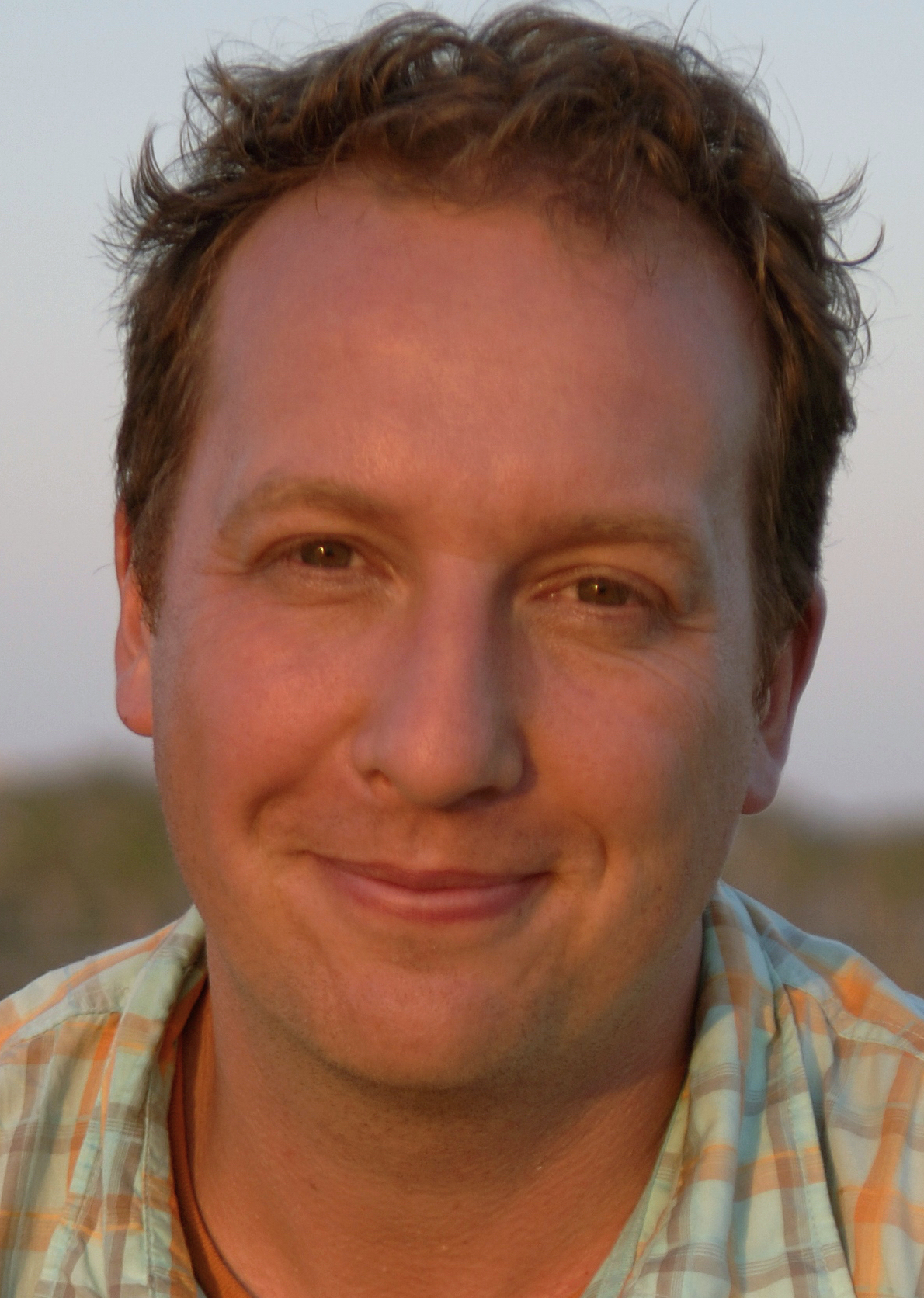

Jörg Lühdorff (* 16. Mai 1966 in Düsseldorf) ist ein deutscher Regisseur und Drehbuchautor.

## Leben
Bereits mit 15 Jahren entwickelte und produzierte Lühdorff fiktionale Stoffe. Zu seinen ersten Arbeiten gehörte das Krimihörspiel „Madonna hilf“. Nach einem Praktikum bei einer Industriefilmfirma war Lühdorff als freier Kameraassistent und Tontechniker bei unterschiedlichen Dokumentar-, Industrie- und Spielfilmen tätig. Von 1991 bis 1997 studierte er an der Filmakademie Baden-Württemberg, bei Michael Verhoeven, Nico Hofmann und Volker Schlegel. 
Er schloss sein Studium mit seinem Film „Feuertaufe“ ab und gewann damit beim 1. Studio Hamburg Nachwuchspreis. Daraufhin engagierte ihn Studio Hamburg für die ersten Folgen der RTL-Serie Die Cleveren.
Seitdem hat Lühdorff bei Werbespots für die Telekom, Brot für die Welt und in mehreren Fernsehfilmen Regie geführt. Für einige der Fernsehfilme hat er auch das Drehbuch geschrieben.

## Filmografie (Auswahl)
- 1993: In bester Gesellschaft
- 1995: Das Leben danach – Himmlische Aussichten
- 1997: Feuertaufe
- 1999: Der Todeszug (Buch und Regie)
- 1999: Die Cleveren (Fernsehserie)
- 2000: Ratten – Sie werden dich kriegen!
- 2002: Der Wannsee-Mörder
- 2003: Das siebte Foto (Buch und Regie)
- 2004: Ratten 2 – Sie kommen wieder!
- 2005: Die Pathologin – Im Namen der Toten
- 2007: 2030 – Aufstand der Alten (Mehrteiler, Buch und Regie)
- 2008: Die Jahrhundertlawine
- 2010: Mordkommission Istanbul – Die Steinernen Krieger (Buch)
- 2011: 2030 – Aufstand der Jungen (Buch und Regie)
- 2014: Teufelssee (engl. Titel: Devils Lake; Buch)
- 2015: Marie Brand und der schöne Schein (Regie)
- 2017: Ein starkes Team: Vergiftet (AT: Der Tod ist kein Gourmet) (Regie)
- 2019: Ein starkes Team: Eiskalt (AT: Der Sheriff) (Regie und Co-Autor)
- 2020: Verunsichert – Alles Gute für die Zukunft (Regie und Autor)
- 2021: Liebe ist unberechenbar (AT: Nicht Ihr Ding!) (Autor)
- 2020: 8 Zeugen (Buch und Regie)
- 2021: Erzgebirgskrimi – Verhängnisvolle Recherche (Buch und Regie)
- 2023: Tod in Mombasa (Buch und Regie)

## Preise
- Ecran d’Argent de la fiction beim „Festival Européen des 4 Ecrans“ in Paris für 2030 – Aufstand der Alten
- Nominierung für den Deutschen Fernsehpreis 2007 in der Kategorie Bester Fernsehfilm/Mehrteiler für 2030 – Aufstand der Alten
- Nominierung für die Goldene Rose von Luzern in der Kategorie Bestes Drama für 2030 – Aufstand der Alten
- Film und Medienbörse „Bester Werbefilm“ für Bond Spot und Telekom Spot
- ADC Junior 1996 für Telekom Spot
- Klappe 1996 für Telekom Spot
- Das Leben danach, Ecrans sans frontieres
- Großer Preis der Stadt Mühlhausen